# Flywheel
Ein Flywheel (auch: Flywheel Effekt) bezeichnet ein Modell zur Strategieentwicklung von Marketing- und Vertriebsmaßnahmen. Es stammt von der englischen Übersetzung des Maschinenelements Schwungrad ab, das mit gewonnener kinetischer Energie wiederum neue Energie gewinnt. Das durch eine Skizze von Amazon-Gründer Jeff Bezos bekannt gewordene Konzept des Flywheels stellt eine Erweiterung des etablierten Modells des Marketing-Funnels dar.

## Begriffsursprung
Die Bezeichnung Flywheel entstammt der englischen Bezeichnung für Schwungrad. Ein Schwungrad ist ein in Maschinen verbautes Element, das benötigte Energie zwischenspeichert und weitergibt. Es dient so dem Ausgleich des nicht konstanten Drehmoments bei Dampfmaschinen oder Verbrennungsmotoren.
Im Marketing bezieht sich die Namensgebung auf eben diesen Schwungeffekt im Rahmen der Kundengewinnung. So wird der Prozess nicht mehr als abgeschlossener, klassischer Trichter (auch Funnel genannt) wahrgenommen, sondern als Kreislaufmodell. Hubspot, als weltweit bekannte All-in-One-Plattform für Inbound-Marketing stützt die Bedienung und Nutzung seiner Software mittlerweile vollständig auf den Flywheel-Ansatz.

## Funktionsweise
Wie beim physikalischen Schwungrad, hängt auch das Flywheel des Marketingansatzes grundsätzlich an drei wichtigen Faktoren – der Geschwindigkeit, der Reibung und der Größe des Unternehmens. Ein Rad gewinnt an Schwung, wenn man Energie einspeist. Im Unternehmensverständnis könnten das beispielsweise zusätzliche Investitionen in bestimmte Maßnahmen sein. Die Dynamik einer Investition löst dann weitere und weitere Investitionen aus, wodurch wiederum neue Kunden gewonnen werden, die wiederum neue Kunden gewinnen. Diese Dynamik kann jedoch durch Reibung verschlechtert werden. Diese ist im Unternehmenskontext in möglichen Gegeneffekten zu sehen – zum Beispiel in ineffizienten Prozessen, nicht skalierbaren Maßnahmen oder fehlender Innovationskraft.

## Phasen des Flywheel
In der Anwendung des Flywheels haben sich mittlerweile drei wesentliche Phasen etabliert:
1. die Anziehungsphase (engl.: Attract)
2. die Interaktionsphase (engl.: Engage) und
3. die Begeisterungsphase (engl.: Delight)

Das Ziel jeder Phasen ist es, den Status eines Nutzers oder eines Kunden weiterzuentwickeln. Beispiel: Ein geworbener Neukunde interagiert zusätzlich mit dem Unternehmen – beispielsweise über Social Media – und empfiehlt das Unternehmen oder das jeweilige Produkt im Freundeskreis weiter. Dieser Prozess setzt sich – laut Modellbegründern – dann ins Unendliche fort.

## Kritik
Trotz der starken Durchdringung innerhalb der Marketingbranche hat es das Konzept des Flywheels bislang nicht geschafft, sich in der wissenschaftlichen Literatur durchzusetzen.
Kritiker bemängeln außerdem, dass der Flywheel Effect, der unter anderem auch im populären Werk „Turning the Flywheel“ von Jim Collins angewendet wird, lediglich auf gesamtwirtschaftliche Prozesse angewendet werden kann, nicht aber auf die Strategie eines einzelnen Unternehmens herunterzubrechen ist.